# 台北愛樂文教基金會
財團法人台北愛樂文教基金會，簡稱台北愛樂，由合唱指揮家杜黑於1988年與一群音樂家及企業家成立，旨在推動國內音樂普及。
成立之初主要支持1972年即創立的台北愛樂合唱團，而後期則致力使合唱藝術有更加多元的表演空間，陸續成立台北愛樂兒童合唱團（1989年成立）、台北愛樂室內合唱團（1993年成立）、台北愛樂青年合唱團（2000年成立）、台北愛樂婦女合唱團（2002年成立）及台北愛樂市民合唱團（2014年創立），集合各年齡層的合唱愛好者，讓高水準的合唱樂音聲傳國內外。
2003年起為建構全方位表演藝術環境，成立愛樂劇工廠（2003年成立）、台北愛樂青年管弦樂團（2004年成立）、台北愛樂少年樂團（2006年成立，原名台北愛樂少年室內樂團）及台北愛樂歌劇坊（2009年成立）等常態組織，成為具有合唱團、管弦樂團、音樂劇團、歌劇工作坊及統合製作大型國際藝術音樂節的全方位機構。
現任董事長為李詩欽，藝術總監為杜黑，音樂總監為古育仲，執行長為丁達明。

## 沿革
1972年，成立台北愛樂合唱團。
1983年，杜黑擔任台北愛樂藝術總監至今。
1988年，成立台北愛樂文教基金會。
1993年，成立台北愛樂室內合唱團。

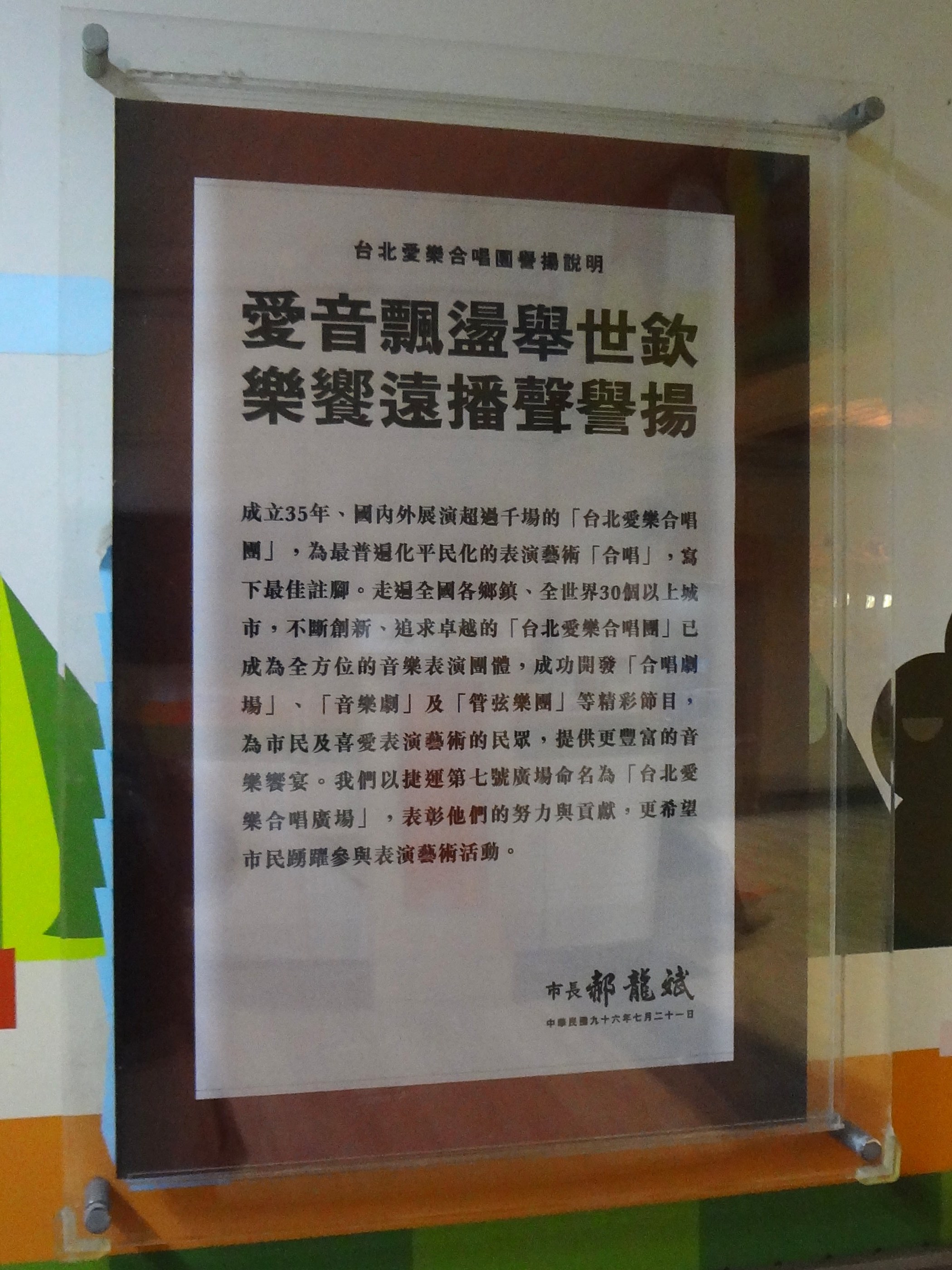
東區地下街台北愛樂合唱廣場《台北愛樂合唱團譽揚說明》

1989年，成立台北愛樂兒童合唱團，同年第一次任務性編組成立台北愛樂青年管弦樂團。
2000年，成立台北愛樂青年合唱團，由杜明遠擔任首任指揮；並於同年開始接續文建會，固定於每年夏天舉辦「台北國際合唱音樂節」，並邀集國內外合唱團體演出。
2002年，成立台北愛樂婦女合唱團。
2003年，成立愛樂劇工廠，以創造「台灣製造的百老匯」為目標。
2004年，成立台北愛樂青年管弦樂團，提供國內優秀的年輕指揮家、獨奏家及各級學校優秀樂團團員更多的演出舞台。
2006年，台北愛樂合唱團榮獲台北市文化局譽揚，東區地下街第七廣場命名為「台北愛樂合唱廣場」。，同年成立台北愛樂少年室內樂團(2013年更名為台北愛樂少年樂團)。
2009年，受台北市文化局「藝響空間網」藝文空間媒合平台之惠，獲得台北市松山區光復北路龍城市場4樓使用權，作為排練及辦公空間之用。同年成立台北愛樂歌劇坊，深耕並推廣歌劇精緻藝術。
2015年，成立台北愛樂市民合唱團及台北愛樂市民女聲合唱團，提供熟齡的，仍想延續歌唱熱情及站在舞臺發光發熱的民眾，一個歌唱及情感交流的園地。
2016年，成立台北愛樂少年弦樂團，隸屬於台北愛樂少年樂團。
2017年9月27日，台北愛樂宣佈於2018年7月底舉辦「台北國際合唱大賽」，此為台灣第一次舉辦國際性合唱比賽。

## 旗下團體
| 樂團列表             | 成立時間 | 現任指揮                       | 備註                                           |
| -------------------- | -------- | ------------------------------ | ---------------------------------------------- |
| 台北愛樂合唱團       | 1972     | 古育仲、張維君                 | 簡稱「愛樂大團」                               |
| 台北愛樂室內合唱團   | 1993     | 古育仲、謝斯韻                 | 簡稱「愛樂小團」                               |
| 台北愛樂兒童合唱團   | 1989     | 傅湘雲、劉曉書、熊師玲、鄭吟苓 |                                                |
| 台北愛樂青年管弦樂團 | 1989     | 游家輔、黃思瑋                 | 原為任務性編組樂團，2004年改制為常設樂團       |
| 台北愛樂青年合唱團   | 2000     | 翁建民                         | 原為台北愛樂合唱團二團                         |
| 台北愛樂婦女合唱團   | 2002     | 傅湘雲                         |                                                |
| 愛樂劇工廠           | 2003     |                                |                                                |
| 台北愛樂少年樂團     | 2006     | 劉柏宏、游家輔、黃思瑋         | 原名「台北愛樂少年室內樂團」，2013年更名為現名 |
| 台北愛樂歌劇坊       | 2009     | 邱君強                         |                                                |
| 台北愛樂市民合唱團   | 2015     | 杜明遠、謝斯韻                 |                                                |

### 青年管弦樂團
台北愛樂青年管弦樂團首次組成於1989年，當時是為搭配合唱團演出而臨時組建的團體，2004年春季改組擴編。歷來曾與指揮海慕特·瑞霖、嘉保·豪勒隆，鋼琴家嚴俊傑、葉孟儒、盧易之、盧佳慧、廖皎含，小提琴家Vilde Frang、曾耿元、曾宇謙、鄧皓敦、盧佳君等音樂家合作。
台北愛樂青年管弦樂團亦是亞洲青年管弦樂團在台的團員甄選承辦單位。

## 音樂節暨大賽
1996年起舉辦之「台北國際合唱音樂節」已成為亞洲最大合唱盛事之一。音樂節曾邀請許多合唱團體臺灣演出，包括英國泰利斯合唱團、美國香堤克利合唱團、德國Kammerchor Stuttgart、瑞典Svanholm Singers、匈牙利Cantemus兒童合唱團、拉脫維亞Youth choir "Kamēr..."。
此外亦曾邀請國王歌手、內蒙古青年合唱團、北京中央少年兒童合唱團、瑞典真實之聲、菲律賓聖多瑪斯合唱團等國際知名合唱團訪台演出。
每年暑期同步舉辦之「台北國際合唱音樂營」亦為國內合唱人士最熱衷參與的活動之一，開設包含合唱音樂營、基礎指揮班、指揮大師班及合唱萬象講座等課程，曾邀請參與之國際音樂家及指揮家不計其數，每年平均吸引來自台灣及中港澳、日本、新加坡等超過千人以上合唱愛好者參與。
2018年舉辦「台北國際合唱大賽」，開啟為台灣大型國際合唱賽事之濫觴，邀集布斯托、松下耕及翁佳芬等國內外知名指揮擔任評審，吸引國內及中港澳、印尼、馬來西亞、菲律賓等亞洲各國共50餘團參與競賽，賽事選定國人原創合唱作品作為指定曲，藉此拓展國人作品至世界各個角落，鼓勵更多國人作曲家投身合唱曲創作。

## 重要製作
台北愛樂多年來引進多部國際大型經典曲目在台首演，如布拉姆斯《德文安魂曲》、奧福《布蘭詩歌》、冼星海《黃河大合唱》、范曉《非洲聖哉經》、華爾頓《伯沙撒王的盛宴》，及德國指揮家海慕特·瑞霖客席指揮之巴赫《B小調彌撒》、《聖約翰受難曲》、《马太受难曲》；節目製作方面，曾引進亞裔百老匯音樂劇《鋪軌》及山西省話劇院大型經典舞台劇《立秋》來台演出；並自製中文音樂劇《龜兔賽跑》、《約瑟的神奇彩衣》、《魔笛狂想》、《天堂王國》、《宅男的異想世界》、《老鼠娶親》、《上海‧台北－雙城戀曲》、《十年》、《和你在一起》、《天祭》、《小羊晚點名》及全英文演唱之台灣史詩音樂劇《重返熱蘭遮》等，企圖打造「MIT台灣製造」的百老匯。

## 創新曲目
為鼓勵國人創作，本會長期與錢南章教授合作，發表《台灣原住民歌謠組曲》、《我在飛翔組曲》等無伴奏合唱音樂，及大型合唱管弦樂作品《馬蘭姑娘》、《佛說阿彌陀經》、《娜魯灣-第二號合唱交響曲》、《十二生肖》等；國內作曲家委託創作方面，如許雅民《台灣彌撒》、《六月雪》、《世紀歸零》、連憲升《風中的微笑》及首演馬水龍《無形的神殿》、金希文《流動的記憶》、石青如清唱劇《那些天，蔣渭水在牢裡》等新創作品。此外，台北愛樂企圖突破傳統合唱演出模式，推出多部「合唱劇場」製作，在合唱的聽覺基礎上結合戲劇、舞蹈、燈光、多媒體等劇場元素，委託國內外作曲家如冉天豪、黃俊達、劉聖賢、石青如、趙菁文、林明杰、劉韋志、伍卓賢（香港）、Ambrož Čopi（斯洛維尼亞）、John Pamintuan（菲律賓）、Josu Elberdin（西班牙）、Ken Steven（印尼）及劇場編導謝淑靖、陳仕瑛、陳仕弦等人，完成《兒時情景》、《台北心情記事》、《鐵道之歌》、《四季·台灣》等製作，為國內合唱音樂創造新生命。

## 國際巡演
1992年起，台北愛樂支持台北愛樂室內合唱團至國外演出，足跡遍及美國紐約下一波藝術節、明尼蘇達世界合唱大會、奧立岡巴赫音樂節，澳洲墨爾本藝術節、雪梨世界合唱大會，加拿大溫哥華國際音樂節、奧地利海頓音樂節、拉脫維亞國際音樂節、捷克斯麥塔納音樂節、波蘭管風琴暨宗教音樂節、新加坡華藝節、北京國家大劇院八月合唱節、法國Polyfollia國際人聲音樂節；2016年獲西斯汀教堂合唱團之邀赴梵蒂岡於「德蕾莎修女封聖大典」中獻唱。

## 獲獎紀錄
- 1997年  《映象中國》專輯曾獲第8屆金曲獎「最佳唱片製作人」、「最佳演唱人」、「最佳古典音樂唱片」獎
- 1998年  錢南章《馬蘭姑娘》專輯獲第9屆金曲獎「最佳作曲人」
- 2000年  許雅民《六月雪》專輯獲第11屆金曲獎「最佳古典唱片」及「最佳作曲人」提名
- 2001年  錢南章《我在飛翔》專輯獲第12屆金曲獎「最佳古典唱片」、「最佳製作人」及「最佳作曲人」提名
- 2002年  錢南章《佛教涅槃曲─佛說阿彌陀經》專輯獲第13屆金曲獎「最佳宗教音樂唱片」、「最佳作曲人」獎
- 2003年  《世紀歸零》獲第14屆金曲獎「最佳古典音樂專輯」、「最佳演唱人」、「最佳作曲人」獎
- 2007年  錢南章《第二號交響曲—娜魯灣》獲第18屆金曲獎「最佳古典音樂專輯」、「最佳演唱人」、「最佳作曲人」提名
- 2014年  錢南章《十二生肖－台北愛樂合唱團40鉅獻》獲第25屆金曲獎「最佳藝術音樂專輯」、「最佳專輯製作人」、「最佳錄音」提名
- 2019年  台北愛樂室內合唱團專輯《印象台灣II》入圍第三十屆傳藝金曲獎「最佳藝術音樂專輯獎」、「最佳專輯製作人獎」、「最佳錄音獎」等六項提名，榮獲「最佳演唱獎」

## 外部連結
- 台北愛樂文教基金會 （页面存档备份，存于）
- TICF台北國際合唱音樂節 （页面存档备份，存于）
- TICC台北國際合唱大賽 （页面存档备份，存于）